# Heinrich IV. (Glogau)
Heinrich IV. von Glogau (auch Heinrich IV. (II.) „der Getreue“; * 1292; † 22. Januar 1342 in Sagan) war von 1312 bis 1323 Herzog von Glogau, 1319 bis 1342 Herzog von Sagan und 1342 Herzog von Steinau.

## Herkunft und Familie
Heinrich IV. entstammte dem Glogauer Zweig der Schlesischen Piasten. Seine Eltern waren Heinrich III. von Glogau († 1309) und Mechthild († 1318), Tochter des Herzogs Albrecht von Braunschweig-Lüneburg. 1310 vermählte er sich mit Mathilde († 1323), Tochter des Brandenburger Markgrafen Hermann von Brandenburg. Der Ehe entstammten die Kinder:
- Heinrich V. († 1369), Herzog von Glogau, Sagan und Steinau, ⚭ 1337 Anna († 1363), Tochter des Wacław von Płock
- Agnes († 1362), ⚭ 1. 1333 Herzog Lestko von Ratibor († 1336); ⚭ 2. 1341/44 Herzog Ludwig von Liegnitz-Brieg († 1398)
- Salomea († nach 1359), ⚭ um 1335 Heinrich II. Reuss, Vogt zu Plauen († 1350)
- Hedwig († 1348), Äbtissin von Trebnitz

## Leben
Nach dem Tod ihres Vaters Heinrich III., der neben seinen schlesischen Besitzungen zugleich Herr von fast ganz Polen war, erbten Heinrich IV. und seine Brüder Konrad I. († 1366), Boleslaus († 1320), Johann († 1361/65) und Primislaus II. († 1331) im Jahre 1309 dessen Gebiete. Diese verwalteten sie bis 1312 unter der Vormundschaft ihrer Mutter Mechthild zunächst gemeinsam. Wegen der allgemein unsicheren Lage schlossen bereits 1310 die zu ihrem schlesischen Territorium gehörenden Städte Freystadt, Steinau, Sprottau, Fraustadt, Lüben, Guhrau, Crossen und Grünberg einen Städtebund, um gemeinsam gegen Räuber, Brandstifter und andere Verbrecher vorzugehen.
Um einer Zersplitterung ihrer Gebiete vorzubeugen, teilten Heinrich IV. und seine Brüder ihr Erbe am 29. Februar 1312 zunächst in zwei Teile. Heinrich und seine beiden jüngsten Brüder Johann und Primko erhielten das größere westliche Gebiet mit den Städten Steinau, Sagan, Grünberg, Crossen und Posen. Ebenso gehörten ihnen Glogau, Beuthen und Freystadt, die jedoch zunächst ihrer Mutter auf deren Lebenszeit als Leibgedinge zugewiesen waren. Das östliche Gebiet mit den Städten Gnesen, Kalisz, Oels und Wohlau ging an den zweitgeborenen Konrad I. und den drittgeborenen Boleslaus zur gemeinsamen Verwaltung. Nachdem die beiden letzten schon 1314 Großpolen an Władysław I. Ellenlang verloren hatten und Boleslaus, der seit 1312 Herzog von Oels war, 1320 starb, teilten Heinrich, Konrad, Johann und Primko 1322 den Gesamtbesitz neu auf. Heinrich IV. erhielt Sagan, Konrad I. Namslau und Oels, Primko Glogau und Johann Steinau.
1318 protestierte Heinrich IV. zusammen mit weiteren neun schlesischen Herzögen gegen die Erhebung des Peterspfennigs in der bis dahin in Schlesien nicht üblichen Form der Kopfsteuer. Ihr Einwand beim päpstlichen Stuhl in Avignon wurde durch den Ratiborer Advokaten Bertold und den Breslauer Kleriker Johann von Molhusen  vorgetragen aber vom Papst abgewiesen. Da die Herzöge die Zahlung weiterhin verweigerten, wurde über die Diözese Breslau ein Interdikt verhängt. Am 23. Juni 1323 wandte sich Heinrich IV. zugleich im Namen seiner Brüder unter der Titulatur „Herzog von Schlesien, Erbe des Königreichs Polen, Herr zu Glogau und Posen“ an den Papst und versicherte ihm, dass er und seine Brüder die Zahlung des Peterspfennigs in ihren Landen nun befohlen hätten. Zugleich bat er den Papst um seinen Schutz, falls der Kaiser oder der römische König ihre Lehenshoheit über Heinrichs und seiner Brüder Länder ausdehnen wollten.
Mit den am 29. April 1329 und 9. Mai 1329 in Breslau ausgestellten Lehensurkunden begaben sich Heinrich IV. und seine Brüder Johann und Konrad I. freiwillig in ein Lehensverhältnis an die Krone Böhmen, wobei ihnen besondere erbrechtliche Begünstigungen gewährt wurden. Nur ihr jüngster Bruder Primko/Przemko weigerte sich, böhmischer Vasall zu werden, starb jedoch schon am 11. Januar 1331 durch einen Giftanschlag seiner Untertanen. Rechtmäßige Erben Primkos waren Heinrich IV. und sein Bruder Johann von Steinau, wobei Primkos Witwe Konstanze als Leibgedinge die Stadt Glogau zustand. Allerdings hatte Johann von Steinau sein Anrecht auf seinen Anteil Glogaus noch vor Primkos Tod an den böhmischen König Johann von Luxemburg verkauft. Dieser erschien deshalb im September 1331 in Schlesien, um das Johann von Steinau abgekaufte Erbe anzutreten. Gleichzeitig setzte er sich über Heinrichs IV. Erbanspruch und Konstanzes Anrecht auf das Leibgedinge hinweg und zog das ganze Herzogtum Glogau gewaltsam als erledigten Lehen ein. Um vollendete Tatsachen zu schaffen, entband er die Bürger von ihren gegenüber den Herzögen geleisteten Eiden und bestätigte ihnen die bisherigen Privilegien. Für die Verwaltung des Herzogtums setzte er einen böhmischen Landeshauptmann ein. Dadurch wurde Glogau das erste unmittelbar Böhmen unterstehende schlesische Herzogtum.
Heinrich IV. starb 1342 in Sagan. Sein Leichnam wurde in der dortigen Augustinerkirche beigesetzt. Nachfolger als Herzog von Sagan wurde sein einziger Sohn Heinrich V. „der Eiserne“. Erst nachdem er 1344 dem böhmischen Landesherrn König Johann gehuldigt hatte, erhielt er von diesem die Hälfte von Glogau, womit das an seinem Vater Heinrich IV. begangene Unrecht gutgemacht werden sollte.